# Zavadiv, Strîi
Zavadiv (în ucraineană Завадів) este o comună în raionul Strîi, regiunea Liov, Ucraina, formată numai din satul de reședință.

## Demografie
Componența lingvistică a comunei Zavadiv
     Ucraineană (99,83%)
     Alte limbi (0,08%)
Conform recensământului din 2001, majoritatea populației comunei Zavadiv era vorbitoare de ucraineană (99,83%), existând în minoritate și vorbitori de alte limbi.